# Mario Talavera Rodríguez
Mario Tomás Talavera Rodríguez es un deportista español que compitió en judo adaptado. Ganó una medalla de plata en los Juegos Paralímpicos de Barcelona 1992 en la categoría de –71 kg.

## Palmarés internacional
| Juegos Paralímpicos | Juegos Paralímpicos | Juegos Paralímpicos | Juegos Paralímpicos |
| Año                 | Lugar               | Medalla             | Categoría           |
| ------------------- | ------------------- | ------------------- | ------------------- |
| 1992                | Barcelona (España)  | Medalla de plata    | –71 kg              |